# Dan Bucatinsky
Daniel „Dan” Bucatinsky (ur. 22 września 1965 w Nowym Jorku) – amerykański aktor, scenarzysta, producent telewizyjny i filmowy. Wystąpił w roli Jamesa Novaka w serialu Shondy Rhimes Skandal (2012–2015), za którą zdobył nagrodę Primetime Emmy dla najlepszego aktora gościnnego w serialu dramatycznym w 2013.

## Życiorys
Urodził się w Nowym Jorku jako syn Myriam i Julio. Jego rodzice urodzili się w Argentynie, mieli pochodzenie żydowskie, polskie i rosyjskie. Absolwent prestiżowego Vassar College w Poughkeepsie w stanie Nowy Jork. Biegle mówi po francusku i hiszpańsku.
W połowie lat dziewięćdziesiątych rozpoczął karierę aktorską. Gościnnie występuje w popularnych telewizyjnych serialach, jak Chirurdzy (Grey's Anatomy) czy Para nie do pary (Will & Grace). W 2001 roku wyprodukował komedię romantyczną All Over the Guy, do której napisał także scenariusz; w filmie wystąpił w roli głównej, jako neurotyczny syn małżeństwa psychiatrów Eli Wyckoff. Aktualnie zajmuje się produkcją (głównie wykonawczą i pomocniczą) amerykańskich seriali, takich jak Szminka w wielkim mieście (Lipstick Jungle). W 2010 zadebiutował jako reżyser, zajmując się reżyserią dwóch odcinków serialu internetowego Web Therapy. Kontynuuje także pracę aktora. Pojawił się jako Jerome Sokoloff w telewizyjnym odpowiedniku Web Therapy, nadawanym przez stację Showtime. Za gościnną rolę Jamesa Novaka w serialu dramatycznym ABC Skandal (Scandal) wyróżniony został nagrodą Emmy w 2013 roku.
W 1992 związał się z filmowcem Donem Roosem, z którym wspólnie wychowuje dwójkę dzieci: Elizę i Jonaha. Mieszka w Los Angeles w stanie Kalifornia.

## Filmografia

### Aktor
Filmy kinowe, video i telewizyjne
- 1994: Zdążyć przed północą − Gra pozorów (Another Midnight Run) jako Bellhop
- 1998: Wojna płci (The Opposite of Sex) jako Timothy
- 2000: Niebo się wali (The Sky Is Falling) jako technik laboratoryjny
- 2001: All Over the Guy jako Eli Wyckoff
- 2003: I Love Your Work jako reżyser
- 2003: Pod słońcem Toskanii (Under the Tuscan Sun) jako Rodney
- 2005: When Do We Eat? jako klient

Seriale telewizyjne i internetowe
- 1996: Ich pięcioro (Party of Five) jako mężczyzna
- 1996–1998: Cybill jako Troy/zarządca castingu
- 1997: Night Stand jako Sam
- 1997: High Incident jako Bootz Brotman
- 1997: Jenny jako Carl
- 1997: Droga do sławy (Fame L.A.) jako Drew Douglas
- 1998: Significant Others jako Josh
- 1998: Dzika rodzinka (The Wild Thornberrys) jako Ramon
- 1998: Maggie jako pan Sampson
- 1998: Kameleon (The Pretender) jako Emery
- 1998: Szpital Dobrej Nadziei (Chicago Hope) jako polityk
- 2000: M.Y.O.B. jako Reuben
- 2000: Para nie do pary (Will & Grace) jako Neil
- 2002: MDs jako Kurt
- 2002: Frasier jako sprzedawca biżuterii
- 2002: That ’80s Show jako Rick
- 2002: Nowojorscy gliniarze (NYPD Blue) jako David „Dave” Moore
- 2002: Przyjaciele (Friends) jako kelner
- 2005: Wielki powrót (The Comeback) jako Billy Stanton
- 2006: Trawka (Weeds) jako Max
- 2007: Pohamuj entuzjazm (Curb Your Enthusiasm) jako mężczyzna w telefonie komórkowym
- 2008: Dirt jako Dillon Frawley
- 2008: CSI: Kryminalne zagadki Miami (CSI: Miami) jako Oscar Serino
- 2008–2013: Web Therapy (Internet) jako Jerome Sokoloff
- 2010: Chirurdzy (Grey's Anatomy) jako Jeffrey
- 2011–2012: Bez powrotu (In Plain Sight) jako Fred Zeitlin
- 2011–2013: Terapia w sieci (TV) jako Jerome Sokoloff
- 2012–2013: Skandal (Scandal) jako James Novak